# Hafen Mehrum
Der Hafen Mehrum umfasst drei Länden und eine Wendebucht auf dem Gebiet der Gemeinde Hohenhameln im Landkreis Peine, Niedersachsen.

## Geographie
- Karte mit allen Koordinaten:
- OSM |
- WikiMap

Der Kanalhafen Mehrum liegt an zwei, räumlich etwas abgesetzten Standorten, nördlich des Ortskernes an der Bundeswasserstraße Mittellandkanal auf einer Höhe von 65 m ü. NN, der Scheitelhaltung des Kanales.

300 m westlich des Hafens unterquert die Burgdorfer Aue in einem 80 m langen Düker den Mittellandkanal. Nördlich bildet das Kraftwerk Mehrum eine weithin sichtbare Landmarke.

Die östliche Hälfte des Kohlehafens und die Wendebucht liegen genaugenommen bereits auf dem Stadtgebiet von Peine, werden aber logistisch dem Hafen Mehrum zugeordnet.
| Lage: Gewässer – km | Hafen:  | Beschreibung     | Kailänge            | Ausstattung                                                                                              |
| ------------------- | ------- | ---------------- | ------------------- | --- |
| MLK 192,3 Nord      | Lände ⊙ | Ölhafen          | 125 m, geböscht     | Poller, Pumpen, Pipeline, Tanks                                                                          |
| MLK 192,0 Süd       | Lände ⊙ | Raiffeisen Lände | 320 m, gespundet    | Mobilbagger; Fördereinrichtungen für Schüttgüter, Bunker-/Schwerlastplatte, 2.400 m² Hallenlager         |
| MLK 194,0 Nord      | Lände ⊙ | Kohlenhafen      | 510 m, gespundet    | 2 Halbportalkräne mit je 135 m Beam und Laufkatzen, 7,5 Hektar Freilagerflächen, Bagger, Planierraupe    |
| MLK 194,8 Nord      | Lände ⊙ | Wendebucht       | 2 × 150 m, geböscht | Poller, Bunkerstelle, 2 Warteplätze für die Berufsschifffahrt, Wendebucht für Schiffe bis zu 100 m Länge |

## Geschichte
Im Jahr 1928 wurde der Mittellandkanal bei Mehrum gebaut und erreichte 1929 das acht Kilometer östlich gelegene Peine. Zunächst bestand im Mehrum kein Bedarf an einem eigenen Hafen, da keine Industrie angesiedelt war und landwirtschaftliche Erzeugnisse mit der damals bestehenden Güterstraßenbahn Sehnde–Mehrum in Sehnde oder Hannover verschifft werden konnten.
Dies änderte sich in den frühen 1960er Jahren, da sowohl der Betrieb der Güterstraßenbahn eingestellt wurde, als auch das Kraftwerk Mehrum neu gebaut wurde. Im Zuge von Ertüchtigungs- und Ausbauarbeiten des Kanales entstand zunächst der Ölhafen, der das Kraftwerk mit Schweröl versorgte und 1965 in Betrieb ging. Die Gleiskörper wurden daraufhin vollständig rückgebaut, überbaut oder renaturiert.
Unter dem Eindruck der Ölkrise 1973 nahm man von der Schwerölwirtschaft Abstand und setzte fortan auf die Kohleverstromung. Der Kohlehafen wurde in den späten 1970er Jahren gebaut, als die ehemaligen Kraftwerksblöcke I und II um 1979 von dem heute noch bestehenden Block III abgelöst wurden.
Wenige Jahre später entstand, bei weiteren Ausbauarbeiten des Kanales, die Raiffeisenlände südlich gegenüber dem Ölhafen. 2009 kam eine weitere Lagerhalle für 20.000 t Lagergut hinzu, die über eine Bandförderanlage direkt mit dem Pier verbunden ist.

## Gewerbe und Infrastruktur
Heute besteht der Hafen Mehrums im Wesentlichen aus zwei Standorten, deren Einrichtungen den jeweiligen Zwecken speziell angepasst sind, jeweils eigene Betreiber haben und eigene Betriebsmittel besitzen.

Die Lagermöglichkeiten sind dort eigens darauf ausgerichtet, auch extrem harte Winter, mit mehrmonatigen Betriebspausen auf dem Kanal, abfedern zu können. Seit den 1990er Jahren siedeln sich allmählich weitere Industriebetriebe in Hafennähe an. In den 2000er Jahren kam ein Windpark hinzu, der ab den 2020er Jahren, zusammen mit Solarenergie, die Kohleverstromung obsolet machte.

## Verkehr
Gemeindestraßen erschließen alle Hafenteile zu der einen Kilometer südlich verlaufenden Bundesstraße 65 hin. Schienenverkehrs- oder ÖPNV-Anbindungen bestehen keine. Für die Fahrgastschifffahrt ist der Hafen Mehrums daher sehr unattraktiv. Für die Freizeitschifffahrt ist er, abgesehen von kurzen Zwischenstopps, ebenfalls eher ungeeignet.